# Ildebrando Antoniutti
Ildebrando Antoniutti (Nimis, 3 d'agost de 1898 - Bolonya, 1 d'agost de 1974) fou un cardenal i arquebisbe catòlic d'Itàlia, i nunci apostòlic d'Espanya.

## Biografia
Fou ordenat sacerdot el 5 de desembre de 1929 entrant en el servei diplomàtic del Vaticà. A la primavera del 1936 fou nomenat bisbe titular de Frígia i delegat apostòlic d'Albània.
Encara ostentava la Delegació Apostòlica a Albània quan va ser enviat al juliol de 1937 a l'Espanya revoltada. En principi, se li va encarregar una missió per possibilitar el retorn a l'Espanya de Franco els nens bascos evacuats abans de la caiguda de Bilbao. No obstant això, a l'octubre de 1937 va ser nomenat encarregat de negocis de la Santa Seu davant el govern de Franco. D'aquesta manera, es va ocupar de la construcció de les relacions entre el bàndol que acabaria per guanyar la Guerra Civil espanyola i la Santa Seu. En acabar la seva missió a Espanya, al juny de 1938, la Santa Seu va nomenar nunci davant el govern de Franco a Gaetano Cicognani.
El 1938 va ser nomenat delegat apostòlic al Canadà i en 1953 Nunci apostòlic a Espanya. El 1938 fou nomenat delegat apostòlic al Canadà i el 1952 nunci apostòlic a Espanya. El papa Joan XXIII el va fer cardenal al consistori del 19 de març de 1962.
El juny de 1963 va estar present al conclau que escollí papa al cardenal Giovanni Battista Montini, on representava el sector més conservador i fou un dels més votats al costat del cardenal Francesco Roberti. Poc després, el 26 de juliol de 1963, el nou papa el va nomenar prefecte de la congregació per als instituts de vida consagrada i les societats de vida apostòlica, un càrrec que va mantenir deu anys.
Va morir en un accident de trànsit a prop de Bolonya, amb 75 anys.